# 赤本 (教学社)

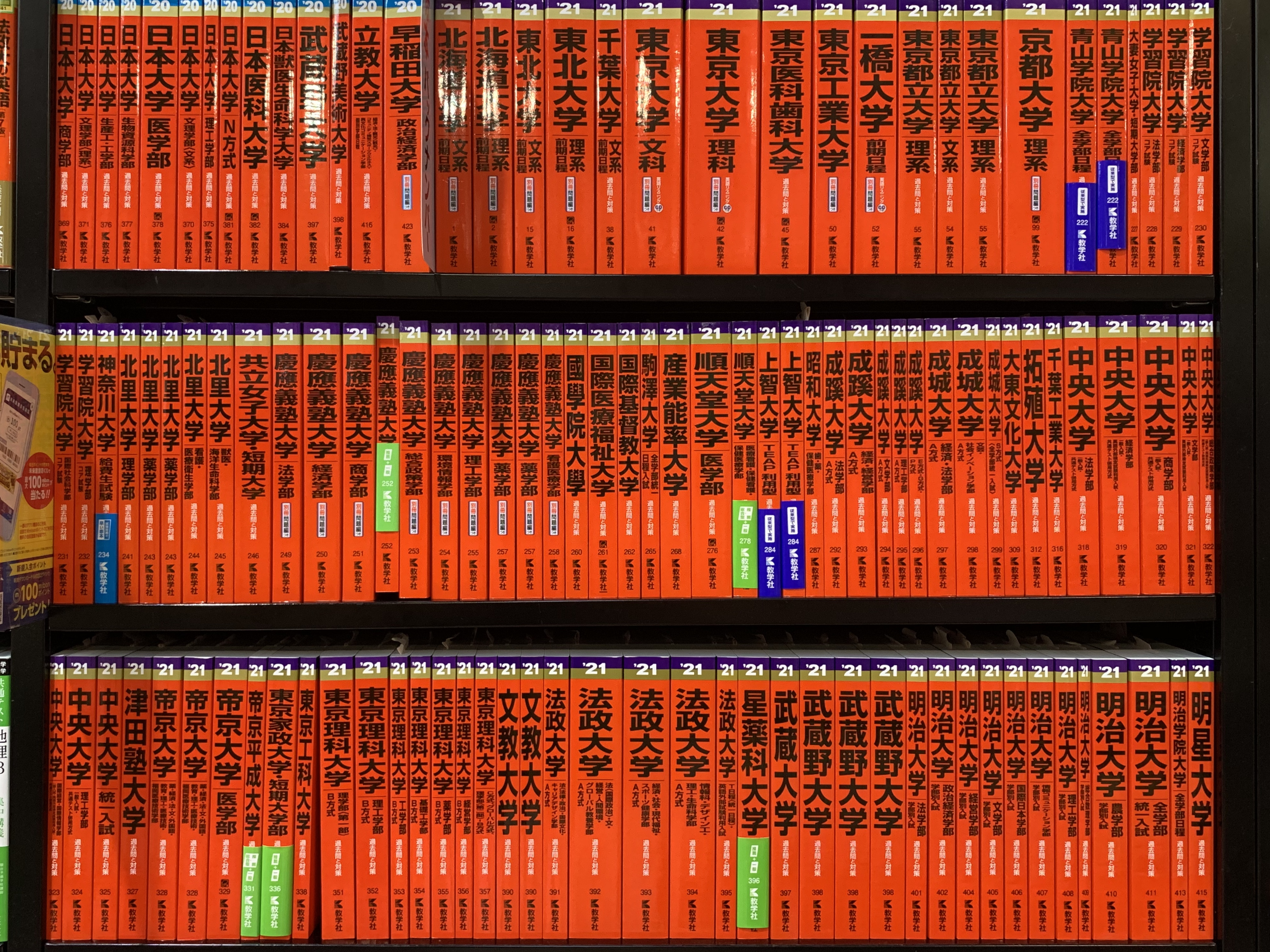
各大学向けが並べられた赤本の背表紙

赤本（あかほん）は、日本の教学社が発行している大学受験過去問題集の通称・略称。表紙が赤色であるため、こう呼ばれる。1954年に創刊され、70周年である2024年に、正式名称を大学入試シリーズから通称に合わせて大学赤本シリーズに変更した。
「赤本」は1964年に表紙の色が朱色に統一されてから受験生の間で定着し、1985年に表紙の色は朱色から現行の赤色になった。ウェブサイトのドメイン名も「akahon.net」となっている。創刊後しばらくは表紙の色も青色や紫色など大学ごとに異なっており統一されてはいなかった。
なお中学・高校入試シリーズの赤本を発行しているのは英俊社で、出版社が異なる。
年次版で毎年4月 - 11月頃にかけて発売される。全国375大学分を刊行。典型的には、1冊の中で特定の大学の主要教科の過去問が、「大学情報」「傾向と対策」「解答・解説」とともに収録されている。主要国立大学の場合は前期日程・後期日程や文系と理系などでそれぞれ1冊などという具合に複数冊に分かれている。また、規模の大きい私立大学の場合は、学部単位で1冊となる場合がある。このため種類は2020年代半ばにおいて550を超えている。
収録されている問題の年度数は過去2年 - 10年程度である。以前は3 - 6か年が主流だったが、最近では大学にもよるが約3か年の場合が多い。一般に使用ニーズの高い難関大学になればなるほど収録年度数は増える。しかし、複線入試を多く実施している大学の場合には、その分、収録年度数は減る。
大学情報は1990年頃には大学案内（卒業後の進路）にあるような内容が収録されていたが、2015年頃では本部所在地と学部・学科程度となっている。他に見返し部分（効きと遊び）には、ことわざや名言そしてそれに対応する英文、新旧課程の科目対応と変遷（教育課程の変遷期）が書かれていた。
特定大学の特定科目のみを扱ったシリーズも存在する。こちらは過去25か年分をカバーするものまである。
以前はB6版であり、活字が小さくて見にくく、また難関大学のものの場合は分厚くなるので携帯にも不便であったが、2004年版（2003年発行）から一部の主要大学、2005年度版（2004年発行）からは全ての赤本がA5版となった。また、それでも分厚くなる一部の大学（受験科目数が多い、社会では選択科目が多い等）では、解答・解説が本書に掲載、問題が別冊子（簡素な糊で本書にくっついており、簡単に引き剥がせる）という形で付くようになった。
なお、赤本の中でも「医歯薬・医療系入試シリーズ」「獣医・畜産系入試シリーズ」は以前から別格で、問題収録年も一般に6 - 10か年と多い上、常にA5版で紙質もよいが、通常の赤本よりも値段が高い。
センター試験版は数年先駆けて（2002年度版からと思われる）A5サイズになっていた。センター版は第1回の試験から掲載されているが、近年は過去の追試験分の掲載年数が、河合塾の黒本よりも減少している。
その他の赤本共通の特徴としては、近年のものに関しては年度が記されている場所（帯）の色が青色⇒紫色⇒緑色の順に循環していることが挙げられる。参考に、青色は（3の倍数+1）、紫色（3の倍数+2）、緑色は（3の倍数）の年度の受験対策という規則性が有る(例：2022年版は「2022」が3の倍数なので緑色)。
特に数学だが、教育課程の変遷期は、現行課程において出題範囲外となる項目については、傾向と対策（分析表）の出題項目で灰色のマーカーが入るなどの配慮がなされている（解答解説は、そのまま掲載）。例えば、2017年度対策用（2012年から2016年の5年分収録）の赤本の場合、2012年から2014年と2015年・2016年は異なった教育課程の元での出題となる。2012年から2014年実施分で2015年以降の実施では範囲外となる項目（例：一次変換）がある場合、分析表において問題番号全体（あるいは部分的）に灰色のマーカーが引かれている。
また、赤本は大学入試問題を収録しているが、著作権上の問題から、一部の英語や国語、小論文の文章を収録しないことがある。すなわち、入学試験のために公表された著作物を使用することは著作権者の許可を要しないが（著作権法第36条）、その問題を本に収録して出版することについて紛争が生じているからである。
解答・解説の執筆は、予備校や大学の講師、元高校教師などが行っている。赤本に限ったことではないが大学側が公式の解答例を公開しているわけではないため、過去問題集における解答はあくまで「解答の例」に過ぎない。ただ、最近では一部の大学では解答（あるいは出題の意図）を公開している。
大学通信はものつくり大学や千葉経済大学など教学社から出版されていない大学の赤表紙の過去問題集を出版していた時期があった。
基本的に大学入試が対象であるが、文部科学省管轄外である省庁大学校（一部）の採用試験も対象となっている。2016年時点は海上保安大学校、気象大学校、国立看護大学校、防衛大学校、防衛医科大学校医学科の赤本が販売されている。なお海上保安大学校と気象大学校は1冊にまとめられている。
赤本にはナンバーが付けられており、順序は国公立、国公立医学科の推薦入学やAO入試、看護や医療系大学（東西2冊）、省庁大学校、私立であり、それぞれ所在地がほぼ北から南へ、文系の次に理系となっている。このためナンバー1は最北の国立大学である北海道大学の文系となっている。
現在は英検の赤本も販売している。

## 歴史
- 1954年：赤本の刊行を開始[8]（創刊時は「京都大学」「同志社大学・立命館大学」「大阪市立大学・神戸大学」の5大学を扱う計3冊[2]）。
- 1964年：表紙の色を朱色に統一[2]。
- 1983年：「共通一次問題研究シリーズ」を刊行（その後1990年に「センター試験過去問研究シリーズ」になる）。
- 1985年：表紙の色を朱色から赤色へと変更[2]。
- 1980年代終盤頃：表紙デザインを正方形10個を基調としたものに変更。
- 1993年または1994年：表紙デザインを正方形とL字型の図形をあしらったものに変更（センター試験版は除く）。
- 1997年：センター試験版の表紙デザインを変更。この時より収録年数が減少。
- 2002年：センター試験版のサイズがB6から現行と同じA5サイズとなる。また収録年数が増加し本試験については全科目で第1回分から掲載されるようになった。
- 2004 - 2005年：一般のものもB6から現行と同じA5サイズとなる。
- 2005年：この年より入試問題に使われたエッセーや論文等の掲載について作者の承諾を得ることとし、了解が得られない場合には掲載しないなどの対応を取ることとなった[9]。
- 2006年：この年よりデザインが変更され、中央に巨大な正方形が単独で描かれたものとなった（センター試験版は除く）。
- 2008年：センター試験版においてこれまでは回答編が別冊となっていたが、本年より問題編が別冊となるように変更された。また表紙デザインも同時に変更された。
- 2013年：公式Twitterアカウント開設[2]。
- 2024年：70周年を機に大学赤本シリーズを正式名称化するとともに、威圧感を軽減するように文字の字体や大きさを含めて表紙デザインを一新[1]。